# Marc Warren
Marc Warren (n. 20 de marzo de 1967) es un actor inglés, más conocido por haber interpretado a Danny Blue en la serie Hustle, a Dougie Raymond en The Vice y a Dominic Foy en State of Play.

## Biografía
Fue miembro del Teatro National Youth.
A partir de 2008 salió con la actriz Abi Titmuss, sin embargo la relación terminó a mediados de 2009 después de que se revelara que Warren había tenido una aventura con Victoria Gold.
Desde 2012 sale con la presentadora de televisión Chloe Madeley.

## Carrera
Warren ha aparecido en varios anuncios para la televisión y la radio en el Reino Unido.
En 1991 apareció en la serie The Bill donde interpretó a Mabbs en el episodio "Cry Havoc", más tarde apreció de nuevo en la serie en 1995 interpretó a Darren Hutton en el episodio "No Questions Asked".
En 1992 Warren obtuvo su primer papel importante en la película An Ungentlemanly Act donde interpretó a Tony, el hijo del gobernador de las Islas Malvinas Sir Rex Hunt. Ese mismo año apareció en la serie Grange Hill donde interpretó a Thomas Rankin.
En 1995 dio vida a Robert en la película Boston Kickout.
En 1997 interpretó al inmortal Morgan D'Estaing en la serie Highlander: The Series durante el episodio "Double Jeopardy" de la cuarta temporada. Entre 1999 y el 2000 interpretó al Policía Dougie Raymond en la serie The Vice. 
En el 2001 interpretó al soldado Albert Blithe en la exitosa miniserie Band of Brothers. Ese mismo año interpretó a Mac el esposo de Katie (Esther Hall) en la película Men Only.
En el 2003 obtuvo el papel de Dominic Foy en la miniserie State of Play. Ese mismo año interpretó al hermano Mac en la película "Los niños de San Judas".
En el 2004 se unió al elenco de la serie Hustle donde interpretó al estafador Danny Blue, hasta el 2007 después de que su personaje decidiera quedarse en los Estados Unidos con Stacie Monroe (Jaime Murray) al final de la cuarta temporada. Warren regresó a la serie para el último episodio del programa durante la octava temporada el 17 de febrero de 2012.
En el 2006 apareció como invitado en la serie Doctor Who, protagonizando el episodio Amor y monstruos, donde interpretó a Elton Pope. En 1989 había aparecido por primera vez en la serie como extra durante el serial Battlefield. En diciembre de 2006 interpretó al asesino Jonathan Teatime en la película Hogfather. 
En febrero del 2007 interpretó al villano Tony Crane en un episodio de la segunda temporada de la serie Life on Mars. Más tarde ese mismo año interpretó al señor John Simpson en la película Ballet Shoes junto a Emilia Fox y Emma Watson.
En el 2008 apareció en la miniserie Messiah V: The Rapture donde interpretó al detective Joseph Walker.
En julio del 2009 junto a Alexander Armstrong aparecieron en los anuncios para Zurich Connect.
En el 2010 interpretó a Steve Strange en la película Worried About The Boy, la cual se centra en la vida de Boy George.
En el 2011 se unió al elenco de la serie Mad Dogs donde interpretó a Rick, hasta el final de la serie en el 2013. En la serie apareció junto a los actores Max Beesley, Philip Glenister y John Simm. En julio del mismo año se convirtió en la cara de Virgin Media's TiVo set-top DVR.
En el 2012 apareció como personaje invitado en varios episodios de la serie norteamericana The Good Wife donde interpretó al peligroso exesposo de Kalinda Sharma (Archie Panjabi).
En el 2015 se unió al elenco principal de la segunda temporada de la serie The Musketeers donde interpretó al malévolo Comte de Rochefort, un aristócrata con un pasado muy oscuro, hasta el final de la segunda temporada después de que su personaje muriera luego de tener una confrontación con los mosqueteros luego de que se descubrieran sus crímenes.

## Filmografía

### Series de televisión
| Año               | Título                        | Personaje              | Notas                             |
| ----------------- | ----------------------------- | ---------------------- | --------------------------------- |
| 2018              | Safe                          | Pete Mayfield          | 8 episodios                       |
| 2017 - presente   | Snatch                        | Bob Fink               | 10 episodios                      |
| 2015              | Fungus the Bogeyman           | Daryl                  | 3 episodios - miniserie           |
| 2015              | Jonathan Strange & Mr Norrell | El Caballero           | 7 episodios                       |
| 2015              | The Musketeers                | Comte de Rochefort     | 9 episodios                       |
| 2011 - 2013       | Mad Dogs                      | Rick                   | 14 episodios                      |
| 2012              | The Good Wife                 | Nick Saverese          | 8 episodios                       |
| 2004 - 2007, 2012 | Hustle                        | Danny Blue             | 25 episodios                      |
| 2011              | Without You                   | Greg Manning           | 3 episodios                       |
| 2010              | Accused                       | Kenny Armstrong        | episodio "Kenny's Story"          |
| 2010              | Ben Hur                       | David                  | 2 episodios                       |
| 2008              | Mutual Friends                | Martin Grantham        | 6 episodios                       |
| 2008              | Burn Up                       | Philip Crowley         | 2 episodios                       |
| 2008              | Messiah: The Rapture          | Joseph Walker          | miniserie                         |
| 2007              | Life on Mars                  | Tony Crane             | episodio # 2.7                    |
| 2006              | Doctor Who                    | Elton Pope             | episodio Amor y monstruos         |
| 2005              | Vincent                       | Gary da Silva          | episodio # 1.1                    |
| 2005              | Twisted Tales                 | Alex Wright            | episodio "Txt Msg Rcvd"           |
| 2003              | Agatha Christie's Poirot      | Meredith Blake         | episodio "Five Little Pigs"       |
| 2003              | State of Play                 | Dominic Foy            | 6 episodios                       |
| 2002              | The Brain                     | Hombre con Muchas EBE  | episodio "Look Around You"        |
| 2002              | Clocking Off                  | PC Jason Woods         | episodio # 3.1                    |
| 2002              | NCS Manhunt                   | Laurence Bright        | -                                 |
| 2001              | Big Bad World                 | Russell                | episodio # 3.4                    |
| 2001              | Band of Brothers              | Soldado Albert Blithe  | 3 episodios                       |
| 2000              | Black Cab                     | Stuart                 | episodio "Work"                   |
| 1999 - 2000       | The Vice                      | Policía Dougie Raymond | 9 episodios                       |
| 1999              | Oliver Twist                  | Monks                  | 4 episodios                       |
| 1998              | How Do You Want Me?           | Mark Piggott           | episodio "Woof"                   |
| 1997              | Wycliffe                      | Arnie Swarland         | episodio "Dance of the Scorpions" |
| 1997              | Highlander                    | Morgan D'Estaing       | episodio "Double Jeopardy"        |
| 1996              | A Touch of Frost              | Graham McArdy          | episodio "Paying the Price"       |
| 1995              | The Bill                      | Darren Hutton          | episodio "No Questions Asked"     |
| 1995              | Ghostbusters of East Finchley | Butch                  | 3 episodios                       |
| 1993              | Heartbeat                     | Rupert Ashfordly       | episodio "Secrets"                |
| 1992              | Between the Lines             | P.C. Underwood         | episodio "Out of the Game"        |
| 1992              | Sam Saturday                  | Det. Colin Fennel      | episodio "A Chemical Reaction"    |
| 1992              | Grange Hill                   | Thomas Rankin          | 4 episodios                       |
| 1991              | Casualty                      | Nick                   | episodio "Humpty Dumpty"          |

### Películas
| Año  | Título                                                       | Personaje            | Notas                                                                     |
| ---- | ------------------------------------------------------------ | -------------------- | ------------------------------------------------------------------------- |
| 2014 | Dreams1997                                                   | Foster               | junto a Lorena Bernal y Isaak Gracia                                      |
| 2010 | Worried About the Boy                                        | Steve Strange        | junto a Douglas Booth y Freddie Fox                                       |
| 2010 | Do Elephants Pray?                                           | Marrlen              | junto a Jonnie Hurn y Abi Titmuss                                         |
| 2008 | Wanted                                                       | Reparador            | junto a James McAvoy, Morgan Freeman y Angelina Jolie                     |
| 2008 | Intercom                                                     | Simon                | corto - junto a Jenny Agutter y David Calder                              |
| 2007 | Ballet Shoes                                                 | Mr. John Simpson     | junto a Emma Watson, Emilia Fox, Gemma Jones y Harriet Walter             |
| 2006 | Dracula                                                      | Conde Drácula        | junto a Sophia Myles, Dan Stevens y David Suchet                          |
| 2006 | Hogfather                                                    | Jonathan Teatime     | junto a Michelle Dockery y David Warner                                   |
| 2006 | The Lives of the Saints                                      | Padre Daniel         | junto a David Leon y Emma Pierson                                         |
| 2006 | No Night Is Too Long                                         | Dr. Ivo Steadman     | junto a Lee Williams y Mikela J. Mikael                                   |
| 2006 | Land of the Blind                                            | Pool                 | junto a Donald Sutherland, Lara Flynn Boyle y Ralph Fiennes               |
| 2005 | Colour Me Kubrick: A True...ish Story                        | Hud                  | junto a John Malkovich y Enzo Cilenti                                     |
| 2005 | Hellraiser: Deader                                           | Joey                 | junto a Kari Wuhrer                                                       |
| 2005 | Hooligans                                                    | Steve Dunham         | junto a Elijah Wood y Claire Forlani                                      |
| 2004 | Marple: The Murder at the Vicarage                           | Capitán Ainsworth    | junto a Geraldine McEwan y Jason Flemyng                                  |
| 2004 | Marple: The Body in the Library                              | Capitán Ainsworth    | junto a Geraldine McEwan                                                  |
| 2004 | Pretending to Be Judith                                      | Hugo                 | junto a Nathaniel Parker                                                  |
| 2004 | Secrets                                                      | Harry                | corto - junto a Sarah McGuinness                                          |
| 2003 | Reversals                                                    | Dr. Chris Singleton  | junto a Sarah Parish, Indira Varma y Anthony Head                         |
| 2003 | The Silent Treatment                                         | Bill                 | corto - junto a Anna Wilson-Jones                                         |
| 2003 | The Principles of Lust                                       | Billy                | junto a Sienna Guillory y Alec Newman                                     |
| 2003 | Song for a Raggy Boy                                         | Hermano Mac          | junto a Aidan Quinn y Iain Glen                                           |
| 2003 | Perfect                                                      | Doug                 | corto - junto a Kate Ashfield                                             |
| 2002 | Revengers Tragedy                                            | Supervacuo           | junto a Christopher Eccleston                                             |
| 2002 | Al's Lads                                                    | Jimmy                | junto a Stephen Lord, Kirsty Mitchell y Scott Maslen                      |
| 2002 | f2point8                                                     | James                | corto - junto a Jodie Jameson                                             |
| 2001 | Men Only                                                     | Mac                  | junto a Stephen Moyer                                                     |
| 2001 | The Bombmaker                                                | Quinn                | junto a Dervla Kirwan, Mark Womack y Scott Maslen                         |
| 2000 | Free Spirits                                                 | Cokehead             | junto a Johanna Stanton                                                   |
| 1998 | Alice Through the Looking Glass                              | Tweedle-Dee          | junto a Kate Beckinsale                                                   |
| 1998 | B. Monkey                                                    | Terence              | junto a Asia Argento, Jared Harris, Rupert Everett y Jonathan Rhys Meyers |
| 1998 | Dad Savage                                                   | Vic                  | junto a Patrick Stewart, Kevin McKidd, Helen McCrory y Joe McFadden       |
| 1997 | Bring Me the Head of Mavis Davis                             | Clint                | junto a Daniel Abineri                                                    |
| 1996 | Hidden in Silence                                            | Lubic                | junto a Joss Ackland y Kellie Martin                                      |
| 1996 | Shine                                                        | Ray                  | junto a Sonia Todd y Geoffrey Rush                                        |
| 1995 | The Adventures of Young Indiana Jones: Attack of the Hawkmen | Baron Von Richthofen | junto a Sean Patrick Flanery y Craig Kelly                                |
| 1995 | Boston Kickout                                               | Robert               | junto a John Simm y Andrew Lincoln                                        |
| 1995 | Prime Suspect: Scent of Darkness                             | Det. Andy Dyson      | junto a Helen Mirren                                                      |
| 1994 | Sharpe's Company                                             | Rymer                | junto a Sean Bean y Assumpta Serna                                        |
| 1992 | An Ungentlemanly Act                                         | Tony Hunt            | junto a Ian Richardson y Rosemary Leach                                   |
| 1991 | Gawain and the Green Knight                                  | Rey Arturo           | junto a Jason Durr                                                        |

### Teatro
| Año         | Obra                              | Personaje    | Director(a)   | Teatro               | Notas                                |
| ----------- | --------------------------------- | ------------ | ------------- | -------------------- | ------------------------------------ |
| 2011 - 2012 | Cool Hand Luke                    | Luke Jackson | Andrew Loudon | Aldwych Theatre      | -                                    |
| 2009 - 2010 | The Rise and Fall of Little Voice | Ray Say      | -             | Curve Theatre        | junto a Diana Vickers y Leslie Sharp |
| 2009        | The Pillowman                     | Katurian     | -             | Curve Theatre        | -                                    |
| 1988        | Godspell                          | -            | -             | -                    | -                                    |
| -           | Kes                               | Billy Casper | John Herriman | Snap Theatre Company | -                                    |

## Premios y nominaciones
| Año | Categoría  | Premio                   | Trabajo       | Resultado |
| --- | ---------- | ------------------------ | ------------- | --------- |
| -   | Best Actor | Royal Television Society | State of Play | Ganador   |
| -   | -          | TMA Award                | The Pillowman | Nominado  |